# Bürgerspital zum Heiligen Geist

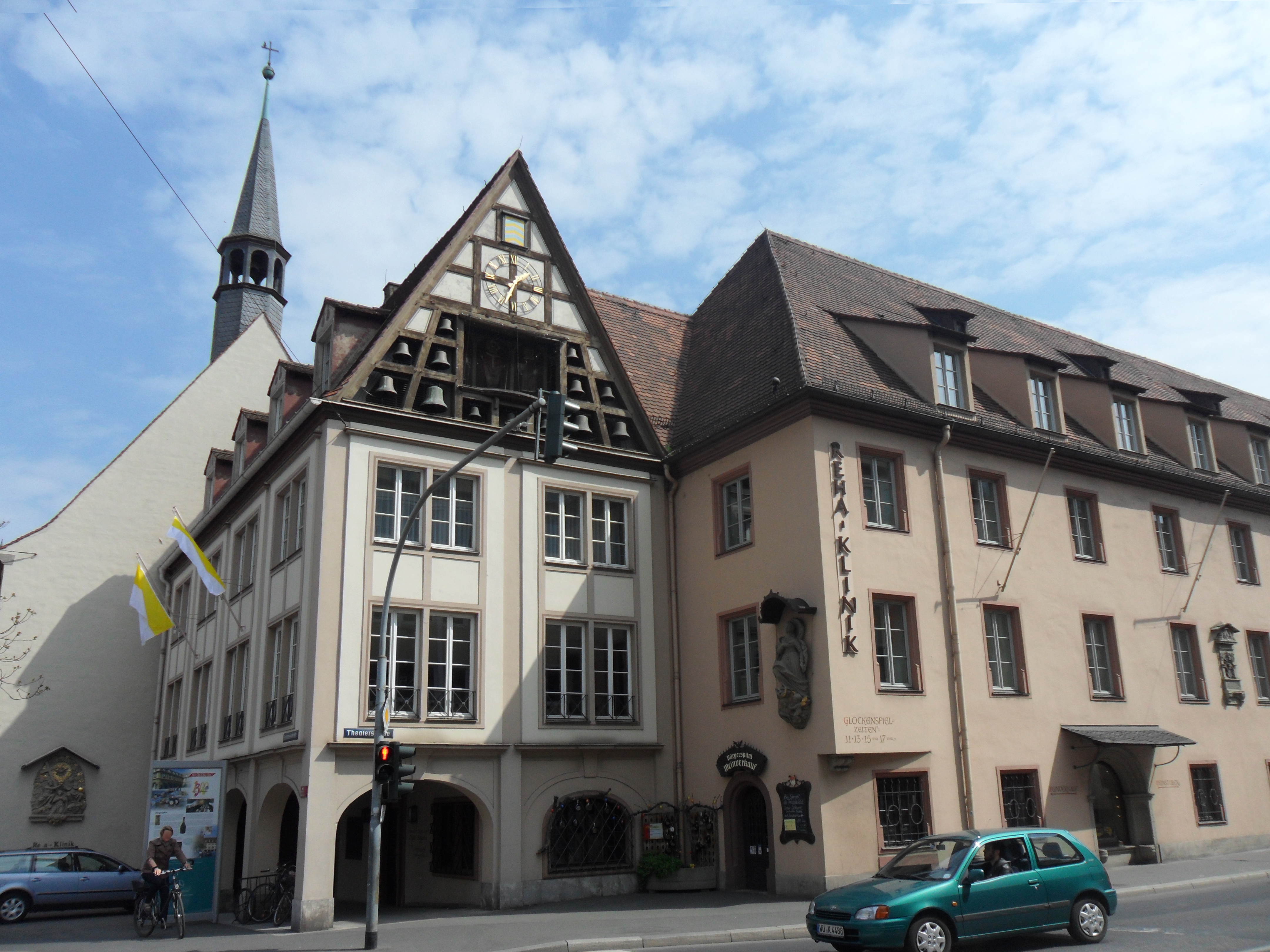
Bürgerspital an der Ecke Semmelstraße/Theaterstraße mit Kirche, Weinstube und Rehaklinik, vor 2012

Das Bürgerspital zum Hl. Geist ist eine nichtkirchliche deutsche Stiftung (Hospitalstiftung) in Würzburg. Sie betreibt mehrere Seniorenheime und Seniorenwohnstifte sowie eine geriatrische Rehaklinik. Wirtschaftliche Grundlage der Stiftung sind umfangreiche Liegenschaften und ein Weingut, das heute zu den ältesten und größten deutschen Weingütern zählt. Eine Weinstube in der Würzburger Altstadt mit Restaurant, in dem Weine des Bürgerspitals zusammen mit Gerichten der Bürgerlichen Küche sowie fränkischen Brotzeiten angeboten werden, gehört auch zu der Einrichtung.

## Geschichte

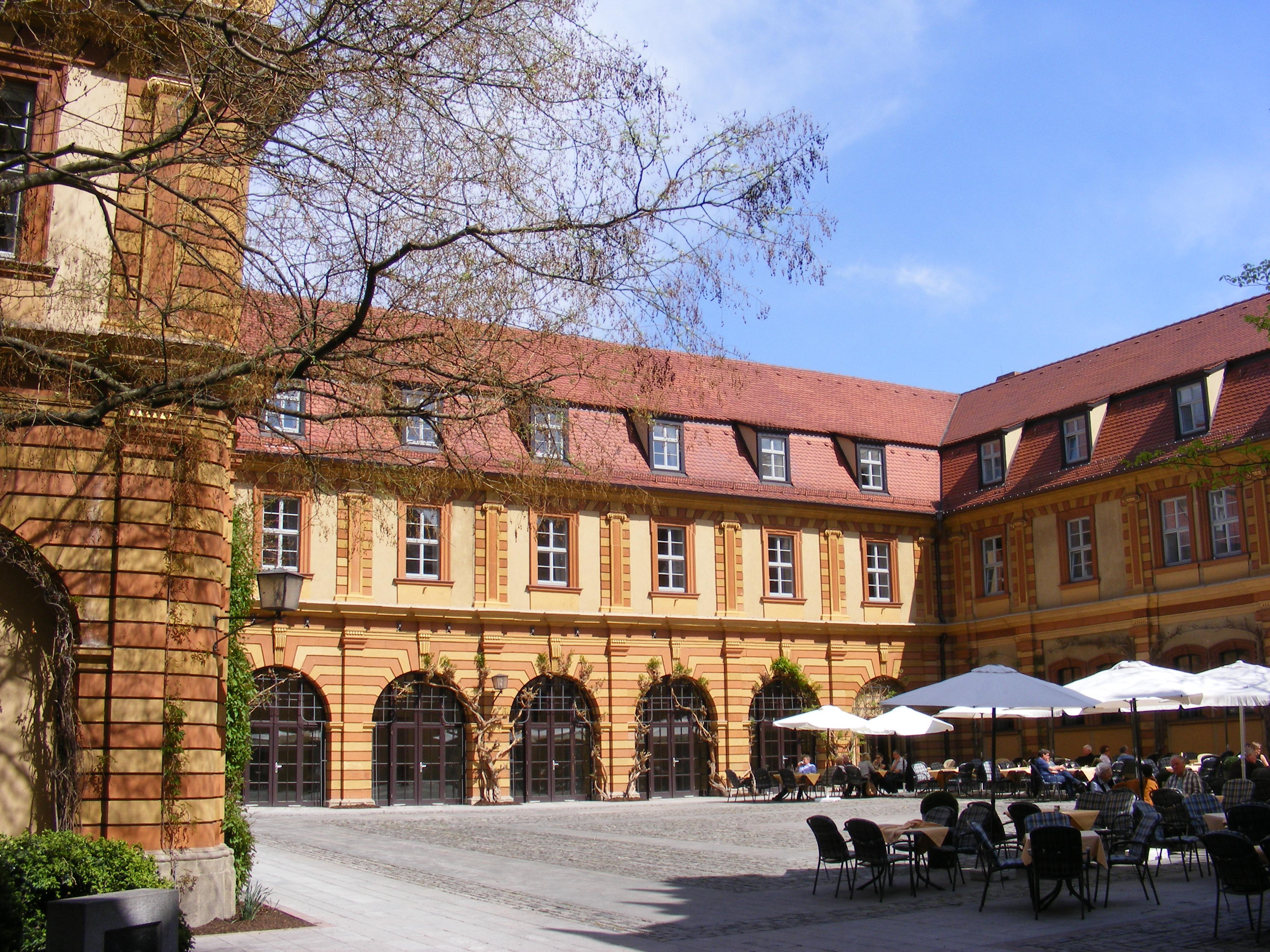
Arkaden-Innenhof mit Weinschenke

Das Bürgerspital zum Heiligen Geist wurde zu Beginn des 14. Jahrhunderts von Johann von Steren (etwa 1270–1329), auch Johann vom Steren (latinisiert Johannes de Ariete; gelegentlich auch „Johann von Stern“ oder ähnlich geschrieben), einem Würzburger Patrizier ministerialer Herkunft, gestiftet. Wie seine Brüder Eckehard und Johann (der Jüngere) gehörte Johann (der Ältere) zu den bedeutenden Repräsentanten der Stadt Würzburg. Er und seine Gattin Mergardis überließen um 1316 ihr Anwesen in der Semmelgasse (heute Semmelstraße 2) vor dem Haugerburgtor (oder Hauger Tor, im 14. Jahrhundert Umbenennung in Inneres Hauger Tor, und später Spitaltor genannt – bis zu seinem Abbruch 1723 am Anfang der Eichhornstraße) der Stadt. Das damit begründete „Neue Spital“, eine Stiftung zur Aufnahme pflegebedürftiger, armer und kranker Menschen wurde erstmals am 19. August 1317 urkundlich erwähnt (Ein Stifterbrief ist jedoch nicht erhalten). In einer Urkunde vom 23. Juni 1319 bestätigte der Würzburger Fürstbischof Gottfried III. von Hohenlohe die teilweise Exemtion des „Neuen Spitals“ und die Verwaltung durch drei bürgerliche Pfleger (zunächst Johann von Steren, sein gleichnamiger Sohn und ein von diesen zu bestimmender Dritter. Der jeweils nachfolgende procurator war vom Rat der Bürgerschaft zu bestimmen). Ab der Mitte des 14. Jahrhunderts ernannte der die Oberaufsicht des Spitals innehabende Rat der Bürgerschaft jeweils zwei Pfleger und entschied über Aufnahme der Insassen (wobei Adlige und – explizit 1504 beschlossen – Kleriker (Geistliche) im Allgemeinen abgelehnt wurden). Es gab zwei Arten von Pfründen: Kauf einer Pfründe (Altersversorgungssicherung durch Kapitaleinsatz bei entsprechend vorhandenem Vermögen) oder Pfründe für arme Sieche ohne Vermögen (Siechenpfründen mit niedrigem Einstandsentgelt). Vor Ort führte ein Spitalmeister das Spital. 1320/1321 erfolgte die Bestätigung der Stiftungsgründung durch Papst Johannes XXII. Das „Neue Spital“ (Novum Hospitale) trug verschiedene Namen: 1323 hieß es lateinisch hospitale Sancti Spiritus („Spital zum Heiligen Geist“), 1335 wurde es als Spital ad Arietem („zum Steren“) bezeichnet, 1338 als sancti Johannis baptiste situm in Hauge dictum Novum Hospitale und ab dem 16. Jahrhundert „Bürgerspital zum Heiligen Geist“ genannt.
Als Geistlicher des Bürgerspitals fungierte der Pfarrer von Stift Haug. Von Steren verfügte, dass die Stiftung in der fürstbischöflichen Residenzstadt Würzburg nach seinem Tod nicht von der einflussreichen Kirche, sondern vom Bürgermeister weitergeführt werden sollte – eine Entscheidung, die „die Familie etwas ins Abseits stellte“, d. h. sie im Rahmen des Kommunalisierungsprozesses aus der Verwaltung verdrängte, und ein Zeichen der damals entstehenden Bürgergesellschaft.
Es gab später weitere Zustiftungen durch Würzburger Bürger, die größte durch die aus Kitzingen stammenden Brüder Rüdiger und Wolfram Teufel im Jahr 1340 mit ihren Besitztümern im Dorf Laub (Bedingung für die Schenkung war, dass stets mindestens 12 Arme im Bürgerspital leben oder als Hausarme von diesem versorgt sein sollten). Im Jahr 1349 verschrieb Johann von Steren, der Sohn des Stifters, mit seinem Sohn Hans und dessen Ehefrau Gutha einige Güter dem Bürgerspital. Die meisten davon lagen auf der Gemarkung von Oberleinach, weitere in Oberpleichfeld und Würzburg. Auch in Testamenten wurde das Bürgerspital bedacht (wie etwa 1458 von dem Würzburger Bürger und Arzt Gerlacus Krügh oder Krugh). Die Heilig-Geist-Taube als Wappen und die Verpflichtung, dem Heiligen Geist und den Kranken zu dienen, soll auf den Orden Brüder vom Orden des Heiligen Geistes in Rom zurückgehen. Eine sich um die Armen und Kranken sich kümmernde Bruderschaft (confratres) ist als „Gemeinschaft der Siechen und Gesunden“ 1361 urkundlich erwähnt.
Zu den am Bürgerspital tätigen Ärzten gehörte um 1805 der auch als Autor tätige Stadtphysikus, Gefängnisarzt und als Dozent (zu dessen Studenten wohl auch Alois Heidenschreider, Vater des Arztes und Meteorologen Anton Heidenschreider, gehörte) an der Universität und somit am Juliusspital lehrende Philipp Joseph Horsch (1772–1820).

## Baugeschichte

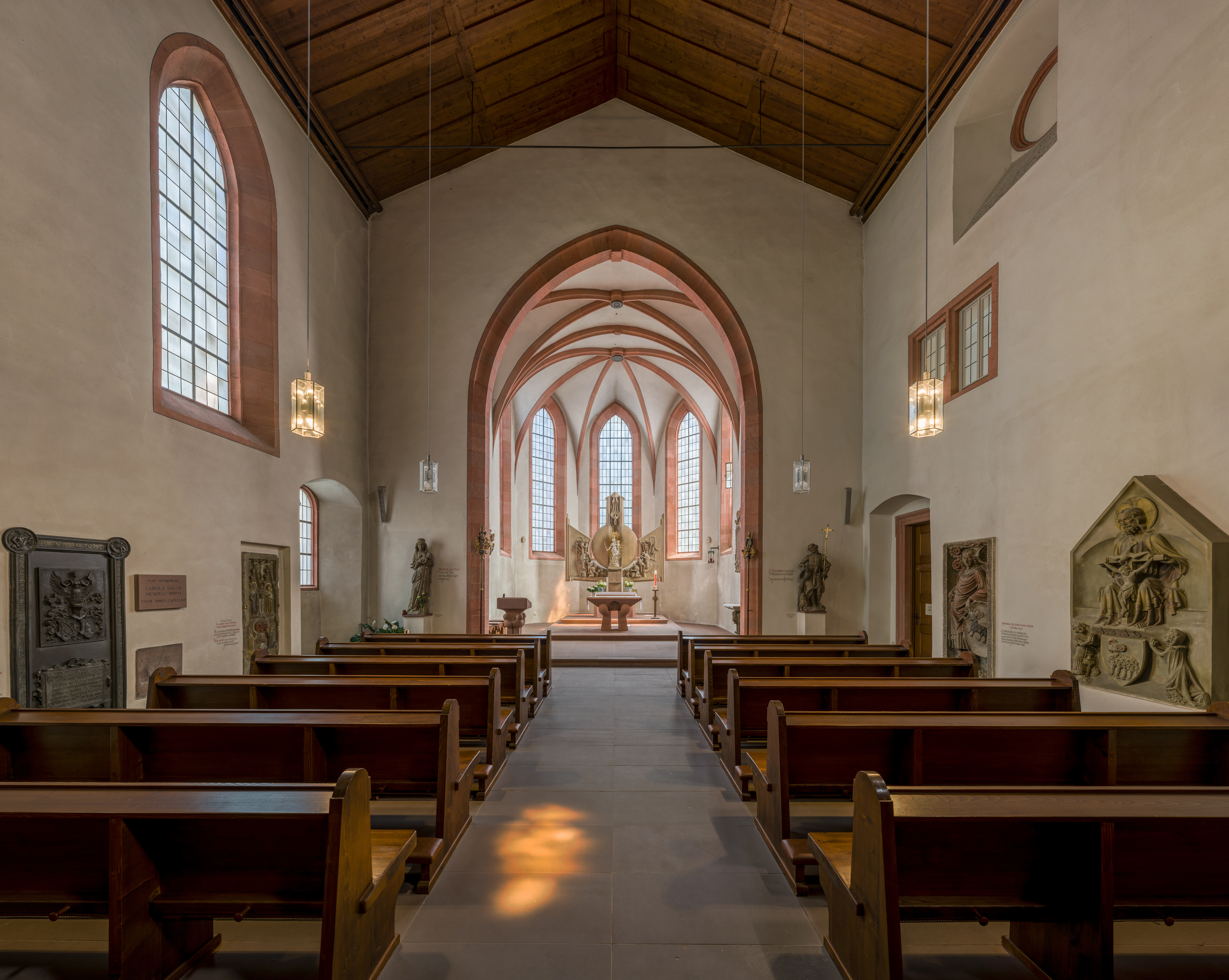
Die Kirche

Der Baukomplex besteht aus Spitalbau, Wirtschaftshof und Spitalkirche, die einen Hof umschließen. Die gotische Bürgerspitalkirche mit ihrem rippengewölbten Chor wurde am 13. April 1371 geweiht und besaß ursprünglich drei Altäre, deren Patrone der Heilige Geist, die Jungfrau Maria und der Evangelist Johannes waren. In der seit dem letzten Wiederaufbau in den 1950er Jahren relativ schlichten Spitalkapelle befinden sich mehrere bemerkenswerte Kunstwerke, darunter ein um 1330 geschaffenes Denkmal für Johannes von Steren, den Stifter des Bürgerspitals, und seine Ehefrau Mergardis. Charakteristisch ist durch seine wechselnden Mauerschichten aus rotem und gelben Sandstein der 1716 bis 1718 errichtete, mit Arkaden versehene Erweiterungsbau des Bürgerspitals um den Innenhof, der auch „Roter Bau“ genannt wird und dem Ensemble ein südländisches Flair verleiht. Nach Plänen des seinerzeitigen Hochfürstlich Würzburgischen Stadt- und Landbaumeisters Joseph Greissing besorgte Maurermeister Jacob Bauer die Ausführung. Beim Bombenangriff auf Würzburg am 16. März 1945 brannten die Spitalgebäude bis auf die Grundmauern nieder. Auch für die Bürgerspitalkirche geschaffene Arbeiten von Johann Wolfgang van der Auwera (etwa der Hochaltar von 1742) wurden dabei zerstört. Lediglich die gotische Kirche blieb, zumindest im Mauerwerk, als einziges Gebäude aus den Gründungstagen erhalten. Vom „Roten Bau“ überdauerten ebenfalls nur Außenmauern und Gewölbe.

## Alten- und Pflegeheime
Seit rund 700 Jahren engagiert sich die Stiftung in der Betreuung pflegebedürftiger Menschen. Heute ist die Stiftung in der geriatrischen Rehabilitation tätig und unterhält drei Seniorenwohnstifte, drei Seniorenheime, eine Tagespflege und einen ambulanten Dienst für rund 800 Menschen, u. a. in der Theater-/Semmelstraße, der Sanderau und im Frauenland. Jeder Pfründner erhält nach altem Brauch täglich einen Viertelliter Wein. Aufnahme finden nur gebürtige Würzburger, die einzige Ausnahme bildete die Adoptivtochter Röntgens.

## Wirtschaftliche Grundlagen

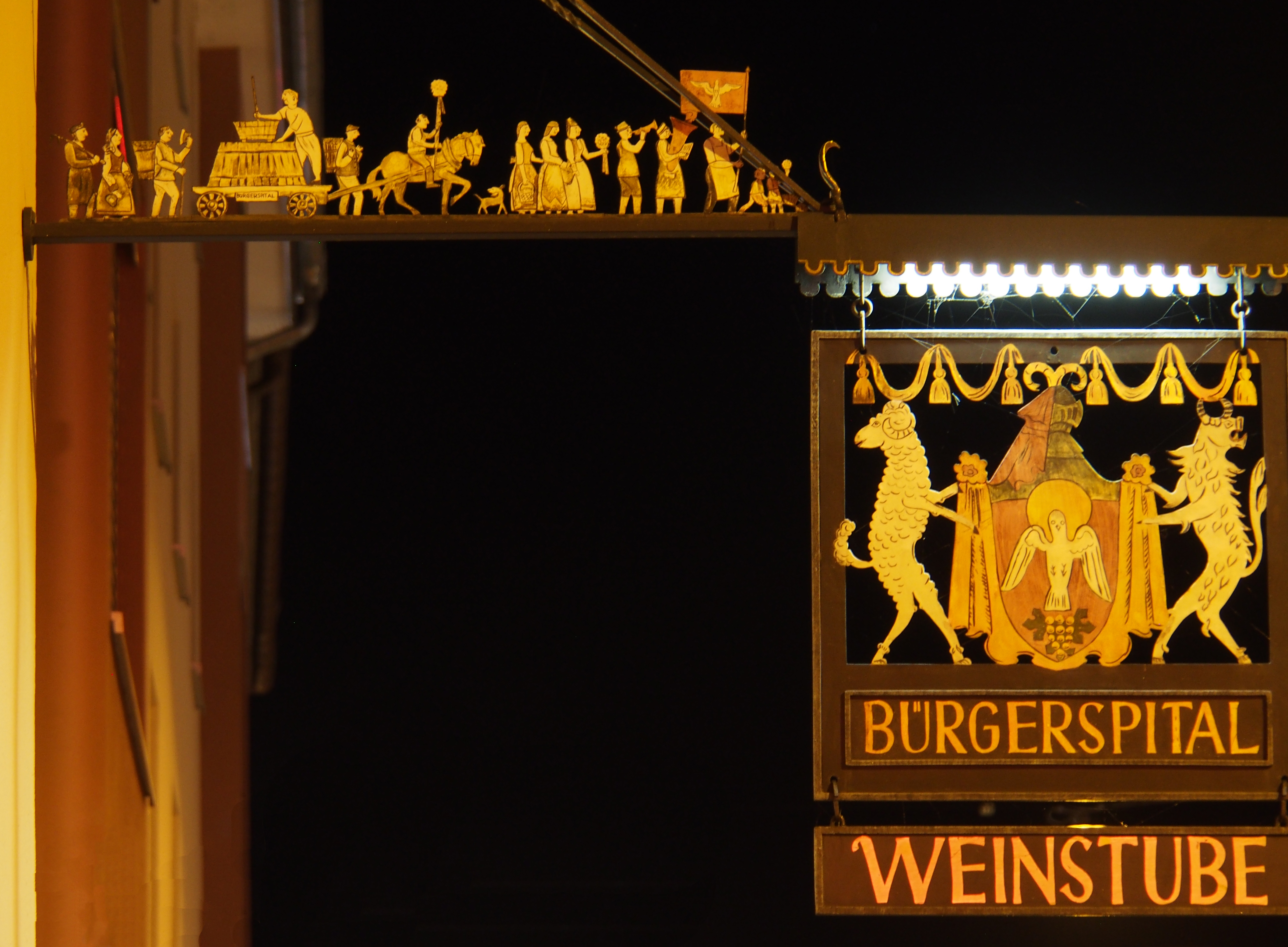
Wirtshausschild der Weinstube mit dem Symbol des Heiligen Geistes

Die Stiftung finanziert sich aus dem Betrieb der Liegenschaftsverwaltung und unterstützt damit auch die Einrichtungen des Bürgerspitals. Zu den Liegenschaften gehören das Weingut Bürgerspital, gewerbliche Liegenschaften, rund 650 Erbbaurechte und über 200 Wohnungen.

## Weingut Bürgerspital Zum Hl. Geist

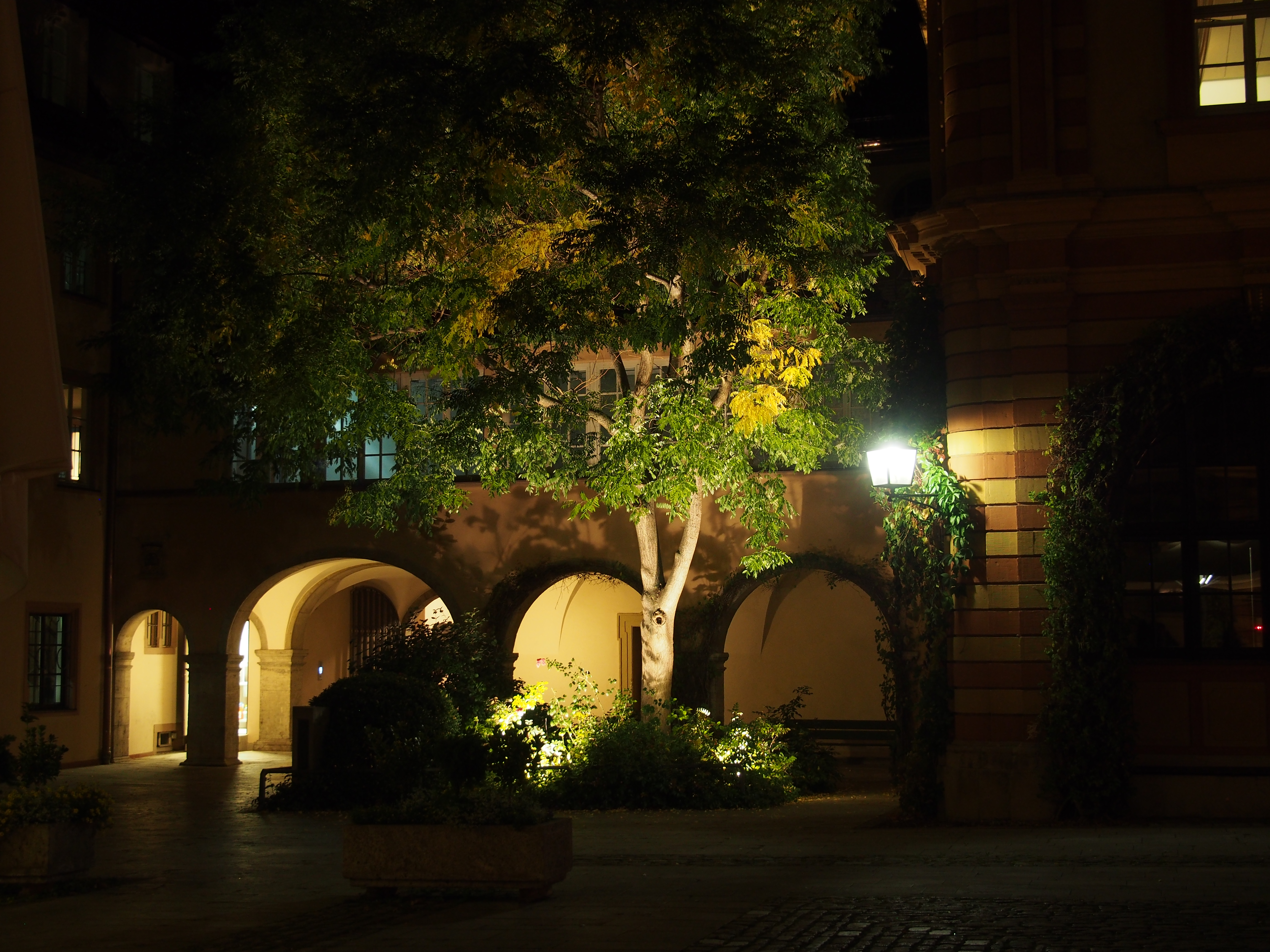
Innenhof mit Arkaden

Das Weingut ist das älteste der drei innerstädtischen Weinproduzenten Würzburgs und Teil der Stiftung Bürgerspital. Es bewirtschaftet seit 1319 besonders Hang- und Steillagen mit Steigungen bis zu 60 %, ist Mitglied im Verband Deutscher Prädikatsweingüter (VDP) und Gründungsmitglied des VDP-Regionalverbands Franken. Jedes Jahr begeht das Bürgerspital ein Weinfest. Das Weingut erhielt 2006 drei Trauben vom Weinführer Gault Millau 2022 vier Sterne im Eichelmann. Es verfügt über 120 ha Weinbauflächen in der Lage Stein, auf der Würzburger Gemarkung und weitere Lagen im Maindreieck und im Steigerwald. Die Rebsorte Silvaner ist mit 32 %, Riesling ist mit 27 % vertreten. Weitere Rebsorten sind Müller-Thurgau (10 %), Weißer Burgunder, Grauer Burgunder und Spätburgunder. Die Weine werden in Edelstahlgebinden vergoren und in Eichenholzfässern gereift. Das Bürgerspital ist auch vereidigter Messweinlieferant. Die Weine werden in Bocksbeutelflaschen ausgeliefert mit dem Kennsiegel eines eingeprägten Schulterwappens in Form einer fliegenden Taube.
Die Einzellagen sind angesiedelt in Würzburg (Stein, Stein-Harfe, Abtsleite, Innere Leiste, Pfaffenberg), Randersacker (Teufelskeller, Pfülben, Marsberg), Himmelstadt (Kelter), Leinach (Himmelberg), Thüngersheim (Scharlachberg), Veitshöchheim (Sonnenschein) und Frickenhausen (Kapellenberg).
Die Weine werden in drei Qualitätsstufen angeboten. Für die „Gutsweine“ wird nur die Rebsorte, aber nicht die Lage angegeben. Bei den „Lagenweinen“ werden die Rebsorte und die Einzellage verzeichnet. Die „Großen Weine“ kommen aus den Spitzenlagen Stein, Stein-Harfe (Monopollage), Abtsleite sowie vom Frickenhäuser Kapellenberg und Randersackerer Pfülben.
Wie die anderen beiden großen Würzburger Weingüter bietet das Weingut Bürgerspital Kellerführungen an und hat einen Direktverkauf für private Kunden. Die Kellerführung beginnt am Eingang zum barocken Innenhof. Zunächst wird die gotische Kapelle mit der Grabplatte des Begründers der Stiftung von Steren besichtigt, danach der barocke Innenhof und der Garten hinter dem Gebäudekomplex. Dann geht es hinunter in den Weinkeller, der Anfang des 20. Jahrhunderts gebaut wurde und im Krieg als Luftschutzbunker diente, aber nicht zerstört wurde.
Die Weintrauben werden mitten in die Stadt ins Bürgerspital angeliefert und zu Wein verarbeitet. Das Bürgerspital hat den größten Holzfasskeller in Deutschland. Von älteren Weinjahrgängen werden in der „Schatzkammer“ für die Liebhaber alter Weine Flaschen bis zum Verkauf aufbewahrt. Zu besichtigen sind ein Steinwein aus dem Jahr 1540 und historische Bocksbeutelflaschen.